# ニュートリー
ニュートリー株式会社は、三重県四日市市富士町に本社を置く栄養療法食品メーカー。
通常の食事から十分に栄養素を摂取できない病人や高齢者に、栄養補助食品・嚥下補助食品・流動食を開発・製造・販売。「エビデンスに基づく製品で、“食”の未来を変えていく」を企業理念に掲げ、病院や介護福祉施設、在宅看護・介護現場に向けて提案し、製品を供給する。

## 概要
嚥下補助食品のパイオニアメーカーとして、加齢や疾患により飲み込む能力の低下した方が飲み込みやすくする目的で使用する、嚥下補助食品（とろみ材・ゲル化材）の「ソフティア」シリーズや農林水産省が定めたスマイルケア食における、飲み込むことに問題がある方向けの“赤0マーク”の利用許諾を得た「アイソトニックゼリー」、「プロッカZn」などを販売。
2017年（平成29年）には本社隣接地に、生産能力を3倍に伸ばす新工場を建設・稼働し、新型容器「innobox（イノボックス）」の開発・出荷により国内市場におけるとろみ材などの製品競争力の強化、及びハラール、コーシャ認証の取得により海外市場への製品供給の体制整備を目的に、ニュースリリースを配信している。2018年（平成30年）には日本初の新機能"とろみボタン"付き「とろみ自動調理機」の開発協力を行うなど、嚥下障害と嚥下食の認知度向上のため、普及活動を行う。
代表製品の一つであるビタミン・ミネラル補助飲料「ブイ・クレス」シリーズは、2013年（平成25年）コラーゲンペプチドを10,000mg配合した「ブイ・クレスCP10」、2018年（平成30年）乳酸菌E.フェカリスを6,000億個配合した「ブイ・クレスBIO」の発売により病態別のラインナップに病院や介護福祉施設などで栄養管理に利用され、年間550万本以上を出荷している（2019年3月～2020年2月）。
2017年（平成29年）には三和化学研究所からニュートリション事業の一部、2019年（平成31年）にはキユーピーから濃厚流動食および関連商品の一部販売権を譲受した。その後の製品リニューアルを経て流動食のラインナップを増やし、栄養補助食品・嚥下補助食品・流動食の3領域における開発・製造・販売を行う総合的な栄養療法食品メーカーを目指している。

## 沿革
- 1963年（昭和38年）
  - 2月 - 三協製薬工業株式会社設立（資本金500万円）。
  - 3月 - 鶏卵分解物開発。
  - 9月 - 経管濃厚流動食「エグロン」発売。
- 1972年（昭和47年）5月 - 経管濃厚流動食「アイオールP」を小林薬品のOEM商品として製造開始。
- 1978年（昭和53年）2月 - 必須脂肪酸油脂粉末「ハイリーパウダー」発売。
- 1984年（昭和59年）
  - 2月 - ハイフィッシャコラーゲン分解蛋白（SCP）開発。
  - 8月 - 蛋白強化食品「ハイプロS」発売。
- 1985年（昭和60年）1月 - 経口用濃厚流動食「ライブシリーズ」をOEM商品として製造開始。
- 1989年（平成元年）3月 - 適正脂肪酸組成油脂開発。
- 1991年（平成3年）11月 - 代表取締役社長に川口晋が就任。
- 1993年（平成5年）2月 - たんぱく質、カルシウム補給食品「プロッカ」発売。
- 1994年（平成6年）5月 - 微量栄養素補給飲料「ブイ・クレス」発売。
- 1995年（平成7年）10月 - 資本金1,500万円に増資。
- 1996年（平成8年）2月 - 東京都中央区八丁堀三丁目に東京支店を開設。
- 1997年（平成9年）1月 - 水分補給用ゼリー「アイソトニックゼリー」発売。
- 2000年（平成12年）
  - 7月 - 三重県四日市市羽津中に本社工場を移転。
  - 9月 - テクスチャー改良材「ソフティア」発売。
- 2001年（平成13年）
  - 2月 - 資本金4,000万円に増資。
  - 7月 - 東京都中央区八丁堀二丁目に東京支店を移転。
- 2003年（平成15年）9月 - 低たんぱく質デザート「はい！ババロア」発売。
- 2004年（平成16年）
  - 5月 - グルタミン配合微量栄養素補給食品「ブイ・アクセル」発売。
  - 9月 - 資本金6,500万円に増資。
  - 10月 - ニュートリーコミュニケーションズ株式会社を100%子会社にて設立。
- 2005年（平成17年）
  - 11月 - 三重県四日市市富士町に本社工場を移転。
  - 12月 - 資本金2億1,500万円に増資。
- 2006年（平成18年）
  - 3月 - ニュートリーコミュニケーションズと合併。愛知県名古屋市中区丸の内に名古屋支店を開設。
  - 5月 - ニュートリー株式会社に社名変更。東京都中央区新川に東京支店を移転。濃厚固形食「アイオールソフト」発売。
- 2007年（平成19年）2月 - 微量栄養素補給食品「ブイ・クレスゼリー カップタイプ」発売。
- 2009年（平成21年）3月 - 半固形状流動食「カームソリッド」発売。
- 2010年（平成22年）11月 - とろみ食用テクスチャー改良材「ソフティアS」発売。
- 2011年（平成23年）2月 - ゼリー食用テクスチャー改良材「ソフティアG」発売。
- 2012年（平成24年）
  - 4月 - お粥ミキサーゼリー用テクスチャー改良材「ソフティアU」発売。
  - 10月 - 栄養調整食「ニュートリーコンク2.5」発売。
  - 12月 - 日本メディカルニュートリション協議会に加盟。当社代表取締役社長である川口が同協議会の初代会長に就任。
- 2013年（平成25年）7月 - コラーゲンペプチド配合「ブイ・クレス CP10 ミックスフルーツ」発売。
- 2014年（平成26年）
  - 2月 - 少量・高エネルギーゼリー「ブイ・クレス ハイプチゼリー」発売。
  - 5月 - 本社工場・食品安全国際認証規格「FSSC22000」取得。
  - 10月 - 三井製糖（現・DM三井製糖ホールディングス）グループ入り。
- 2015年（平成27年）8月 - コラーゲンペプチド配合「ブイ・クレス CP10 ゼリー ミックスフルーツ」発売。
- 2016年（平成28年）6月 - ゼリー食用テクスチャー改良材「ソフティアR」発売。
- 2017年（平成29年）
  - 2月 - 本社隣接地に新工場建設・稼働開始。
  - 4月 - 三和化学研究所から同社ニュートリション事業の一部を譲受。大腸検査食「サンケンクリンシリーズ」の営業権をキユーピーへ譲渡。テクスチャー改良材「ソフティアシリーズ」スタンドパック容器変更（容器名称：innobox）。
- 2018年（平成30年）
  - 3月 - 乳酸菌配合「ブイ・クレスBIO」発売。
  - 9月 - コラーゲンペプチド配合「ブイ・クレス CP10 ルビーオレンジ」発売。
  - 11月 - 韓国ソウル特別市中区に韓国支店開設。
  - 10月 - 日本初の新機能"とろみボタン"付き「とろみ自動調理機」開発協力、病院内設置開始。
- 2019年（平成31年）
  - 2月 - キユーピーから濃厚流動食および関連商品の一部販売権を譲受。乳酸菌を配合した「ブイ・クレス BIOゼリー」発売。
  - 5月 - 愛知県名古屋市中区錦に名古屋支店を移転。
- 2020年（令和2年）8月 - デュアルユース容器の液状濃厚流動食「サンエットK2」、「パックテイル経腸栄養セット（ISO80369‐3タイプ）」発売。

## 拠点
- 本社 - 三重県四日市市富士町1-122
- 東京支店 - 東京都港区虎ノ門4-1-1　神谷町トラストタワー23F
- 名古屋支店 - 愛知県名古屋市中区錦1-8-8　いちご錦ファーストビル3F
- 韓国支店 - ソウル特別市中区ウルジ路5ギル26　未来アッセットセンター院ビル東棟22階

## 広告・宣伝活動

### スポンサー協賛
- 北海道コンサドーレ札幌

### テレビ CM出演者
- 尾野真千子：2013年7月「ブイ・クレスのある生活〜木と話す〜」篇、妻・あさ子役

## 社会貢献
- 環境への取組 - 独立行政法人新エネルギー･産業技術総合開発機構との共同研究「太陽光発電新技術等フィールドテスト事業」として、本社工場の屋上約120平方メートルに「太陽光発電パネル」1080枚を設置[9]。“こだわりの栄養組成”と“デュアルユース容器”をコンセプトに掲げた濃厚流動食「サンエットＫ2」に、紙容器を採用。病院・介護福祉施設で利用されている濃厚流動食の容器を、プラスチック製から紙製に切り替えていくことを提案する [10]。
- 教育資材の無償提供 - 栄養療法についてまとめた映像DVDを教育資材として、教育機関および医療機関に対して無償配布[11]。

## 受賞・選定
- 経済産業省「地域未来牽引企業」選定 [12]
- 2018 日本パッケージングコンテスト「食品包装部門賞」受賞、受賞作品：とろみ材、ゲル化材のオリジナルブランド「ソフティア」専用新型容器「innobox（イノボックス）」[13]。

## 関連企業
製糖業界最大手の食料品会社、三井製糖株式会社の子会社。

## 主な加盟団体・賛助会員
- 主な加盟団体
  - 日本メディカルニュートリション協議会
  - 一般社団法人流動食協会
  - 日本栄養支援配食事業協議会
  - 日本ヘルスケア協会
- 主な賛助会員・正会員
  - 公益社団法人日本栄養士会
  - 公益社団法人日本通信販売協会